# Erdbeben von Batang in Sichuan 1870
Das  Erdbeben von Batang in Sichuan 1870 war ein Beben in der nach dem Jinsha Jiang benannten Jinshajiang-Verwerfung (金沙江断裂带) der Stärke 7.5, das sich am 11. April 1870 in Batang 巴塘 in Sichuan ereignete. Aufgrund der verursachten Schäden ließ sich abschätzen, dass das Beben im Epizentrum die Stärke von X auf der Mercalli-Skala erreichte und eine Magnitude von 7,3 hatte.
Im Gongyu suibi von Heng Bao sowie einer Notiz des Beamten Luozong Wangdeng wird darüber berichtet. Demnach wurden bei dem Beben über tausend Personen getötet. Bei der anschließenden Feuerkatastrophe wurden über 4.400 Menschen getötet, so dass nur gut 1.000 Menschen von Batang die Katastrophe überlebt haben.